# José María Liu
José María Liu (en chino simplificado, 刘德立), es un diplomático de la República de China. Graduado en el Departamento de Literatura Española de la Universidad Tamkang y licenciado en literatura española de la Universidad Católica Fu Jen con un máster. En 1983 ganó la primera beca 巴拿馬政府  para estudiar literatura española en 國立巴拿馬大學. Trabajó como profesor en el departamento de Literatura Española de la Universidad Católica Fu Jen. Entre otros cargos, ha sido jefe de la sección de protocolo del Ministerio de Relaciones Exteriores, jefe de la sección de comunicación del departamento de protocolo, consejero en la embajada de Paraguay, director de departamento de protocolo del Ministerio de Asuntos Exteriores, Embajador en Paraguay, embajador en Panamá, viceministro permanente del Ministerio de Asuntos Exteriores. Actualmente, es embajador representante de la oficina económica y cultural de Taipéi en España desde septiembre de 2018.

## Trayectoria
Durante su mandato como director de protocolo del Ministerio de Relaciones Exteriores, Liu fue invitado por Suazilandia, un país africano con relaciones diplomáticas, para dar una clase de etiqueta internacional de una semana para mejorar la capacitación del personal de recepción y protocolo. 
El 1 de abril de 2017, Liu y su esposa, a punto de dejar sus cargos como embajadores en Panamá, ofrecieron una cena en las estancias del presidente panameño Varela. Liu dijo que desde que asumió el cargo ha trabajado para definir las prioridades administrativas de Panamá e implementar los planes de cooperación definidos en las Relaciones Panamá-República de China y, señaló que se han implementado más de 50 planes. Varela expresó su satisfacción por la implementación del plan de cooperación junto al embajador Liu. Pero el 13 de junio, Panamá rompió relaciones diplomáticas con la República de China. A nivel internacional se cuestionó que el Ministerio de Relaciones Exteriores cambiara a Liu, de regreso a Taiwán, para ser ascendido a viceministro ejecutivo del Ministerio de Relaciones Exteriores, en una situación de relaciones diplomáticas inestables.Cao Lijie sucedió a Liu como embajador en Panamá y en mayo presentó sus cartas credenciales.
El 15 de mayo de 2018, el senador estadounidense Marco Rubio nombró a Paraguay en una audiencia del Congreso como el próximo país en romper relaciones diplomáticas con Taiwán. El día 16, algunos miembros del Yuan Legislativo señalaron que Liu, fue a Paraguay a "combatir incendios", pero la Cancillería aclaró que las Relaciones Panamá-República de China son sólidas. Liu también dijo que fue a Paraguay a principios de mayo para felicitar a su amigo Mario Abdo Benítez, que fue elegido como presidente de Paraguay. El presidente Horacio Cartes también ofreció un banquete para recordar el pasado. Además de garantizar que no hay necesidad de preocuparse por las relaciones diplomáticas entre los dos países, Abdo también escribió una carta para invitar a la presidenta Tsai Ing-wen de la República de China.
El 21 de agosto de 2018, El Salvador rompió relaciones diplomáticas con la República de China, lo que afectó las relaciones diplomáticas de la República de China en América Latina, y de inmediato, el sistema diplomático lanzó medidas de contingencia. El vicecanciller Liu se reunió con los embajadores de Guatemala y Honduras en Taiwán el día 27. Además de reafirmar la importancia de la relación con ambos países, dialogaron sobre diversos planes de cooperación, mostrando una actitud positiva en el resguardo de las relaciones diplomáticas.
Liu, como embajador en España, ha expresado su punto de vista sobre temas como las relaciones históricas, las relaciones España-Formosa y las relaciones a través del estrecho de Taiwán, la revisión de la situación de Hong Kong en cuanto a la "Ordenanza de delincuentes fugitivos" y la participación en la Organización de Aviación Civil Internacional.

## Representante de Taiwán en España
Liu es embajador de Taipéi en España desde septiembre de 2018. Como representante de Taiwán en España ha concedido entrevistas sobre las relaciones entre Pekín y Taipéi a numerosos periódicos como Público (España), Okdiario, o ElDiario.es entre otros. Liu hace referencia en sus entrevistas a "La Asociación para las Relaciones en el Estrecho de Taiwán" y la "Fundación para los Intercambios en el Estrecho" como herramientas de apoyo para conseguir «proteger nuestra seguridad e intereses nacionales, mantener la prosperidad y defender nuestro modo de vida democrático y libre para transmitirlo a las generaciones futuras» según expresó Tsai Ing-wen, presidenta de la República China.

## Reconocimientos

### Medalla de orden extranjera
- 国家功绩勋章 (巴拉圭)|Gran Cruz de la Orden Nacional del Mérito ( Paraguay, ratificada el 6 de julio de 2015  )